# 亨利五世 (1989年電影)
《亨利五世》（英語：Henry V），是1989年的历史剧情片，改编自莎士比亚同名舞台剧剧本。據情描述十六世纪英法百年战争中的阿金库尔战役，英军在國王亨利五世的领导下以少勝多擊敗法军。該片由肯尼斯·布莱纳導演並主演亨利五世。